# Fünfte Kraft
In der Physik bezeichnet die fünfte Kraft eine hypothetische fünfte Wechselwirkung neben Gravitation, schwacher, elektromagnetischer und starker Wechselwirkung.
Oft werden damit Kräfte bezeichnet, die wie die Gravitation proportional zur Masse (genauer: an den Energie-Impuls-Tensor gekoppelt) sind, aber mit wachsendem Abstand schneller abfallen als gemäß dem newtonschen Gravitationsgesetz, d. h. schneller als mit {\displaystyle {\tfrac {1}{r^{2}}}}.
Diese Hypothese erregte ab 1986 gewisses Interesse, als eine zusammenfassende Auswertung alter Experimente vom Typ des Eötvös-Experiments einen Effekt nahelegte (Ephraim Fischbach und andere). Erste Versuche zur Reproduktion des Versuchs gelangen scheinbar, aber mit sensibleren Versuchen wurde in den nächsten Jahren klar, dass der Effekt, falls überhaupt vorhanden, ausgesprochen gering sein musste.
Die Suche nach Abweichungen vom newtonschen Gravitationsgesetz deckte bisher vier Größenskalen ab:
| Experiment                                                | Größenordnung                |
| --------------------------------------------------------- | ---------------------------- |
| Vermessung der Planetenbahnen                             | ca. 1 astronomische Einheit  |
| Vermessung von Satellitenbahnen                           | 300 bis 30.000 km            |
| Schwerkraftmessungen auf Türmen, in Minen und der Tiefsee | einige 100 bis einige 1000 m |
| Laborexperimente mit Gravitationswaagen                   | 1 bis 10 m                   |

Ein aktives Forschungsgebiet ist noch der Millimeterbereich und darunter. Hier wären Abweichungen vom {\displaystyle {\tfrac {1}{r^{2}}}}-Verhalten zu erwarten, wenn einige der von der Stringtheorie vorhergesagten höheren Dimensionen nicht auf die Planck-Länge beschränkt sind, die sogenannte Theorie der großen Extradimensionen.
Die um den ungarischen Physiker Attila Krasznahorkay vorgeschlagenen X17-Teilchen als X-Boson mit einer Masse von etwa 17 MeV/c2 sollen nach deren Auffassung ein Hinweis auf eine fünfte Kraft sein. Es wurde aber auch Skepsis geäußert und mögliche Messfehler vermutet.